# Левкова Анастасія Вікторівна
Левкова Анастасія Вікторівна (нар. 1 серпня 1986, Карцаг, Угорщина або Старокостянтинів) — українська письменниця, редакторка, журналістка, менеджерка літературних проєктів. Членкиня українського ПЕН-клубу.

## Життєпис
Народилася в родині військових. Виросла у Старокостянтинові.
З 2007 по 2009 рік працювала арт-менеджеркою новоствореної на тоді київської книгарні «Є», з 2010 по 2015 — львівської книгарні «Є».
У листопаді 2013 року пройшла стажування в Парижі за програмою «Courants du monde» від Дому культур світу, у рамках якої протягом двох тижнів знайомилася з французькою книжковою галуззю.
У грудні 2015 року очолила мистецький напрям мережі книгарень «Є».
У жовтні 2017 року була призначена заступницею директорки з розвитку державної установи «Український інститут книги».
З 2010 по 2017 рік була редакторкою відділу «Культревю» в «Українському журналі» («УЖ», Прага).
З вересня 2016 року до квітня 2017 року вела книжкову передачу на кримськотатарському радіо «Хаят» — «Радіокнигарня з Анастасією Левковою». Розробляла положення конкурсу для письменників та перекладачів «Кримський інжир» (крим. Qırım inciri), заснованого 2018 року Алімом Алієвим за підтримки Кримського дому, є співупорядницею цієї антології.
2018 року була програмною директоркою фестивалю «Запорізька книжкова толока». З 2019 року — кураторка проєкту Українського ПЕН «Мереживо. Літературні читання у містечках України», в якому і сама бере участь як авторка. Під час пандемійного карантину — фрилансерка.

## Освіта
2003 року закінчила Старокостянтинівську гімназію. 2008 — бакалаврат Національного університету «Києво-Могилянська академія» за спеціальністю «Українська мова та література», а 2010 — магістратуру цього ж ВНЗ за спеціальністю «Теорія, історія літератури та компаративістика».

## Творчість
З 2010 року пише статті на книжкові й урбаністичні теми, зокрема вела проект «Приватна урбаністика» у виданні Tyzhden.ua.
Її дебютна напівбіографічна книжка «Старшокласниця. Першокурсниця» увійшла до довгого списку премії «Книга року ВВС-2017», а далі до короткого списку в номінації «Дитяча книга року».
Станом на 01.05.2024 є літредакторкою видань «The Ukrainians Reporters», викладачкою курсу «Мовна компетенція» у Школі журналістики та комунікацій УКУ.
Її кримський роман, «За Перекопом є земля», став бестселером видавництва Лабораторія із загальним накладом понад 50 тисяч примірників (станом на 2024 рік), а також увійшов до короткого списку Книги року ВВС-2023 і отримав приз читацьких симпатій Премії книжкових блогерів на фестивалі «Книжкова Країна». Книга потрапила у список Найкращих книжок 2023 року за версією ПЕН та у список найкращих українських книжок 21-го сторіччя від літературознавців і ведучих проєкту «Шалені авторки» Віри Агеєвої і Ростислава Семківа.

## Нагороди
- Короткий список премії «Дитяча книга року Бі-Бі-Сі-2017».
- «ЛітАкцент року 2017».
- Відзнака «Барабуки» в номінації «Дебют року в прозі».
- Орден мистецтв та літератури Франції (фр. Ordre des Arts et des Lettres) (звання кавалера) у 2017 році (вручили 1 червня 2018 року)[10]
- Всеукраїнський рейтинг «Книжка року-2021» за номінацією «Нон-фікшн».[2]

## Список творів
- Старшокласниця. Першокурсниця. — Львів: Старого Лева, 2018.
- Ашик Омер. — Київ: Портал, 2020.
- Спільна мова. Як народжуються і живуть слова. — Київ: Портал, 2020.
- За Перекопом є земля. — Київ: Лабораторія, 2023.